# Bublinková fólie

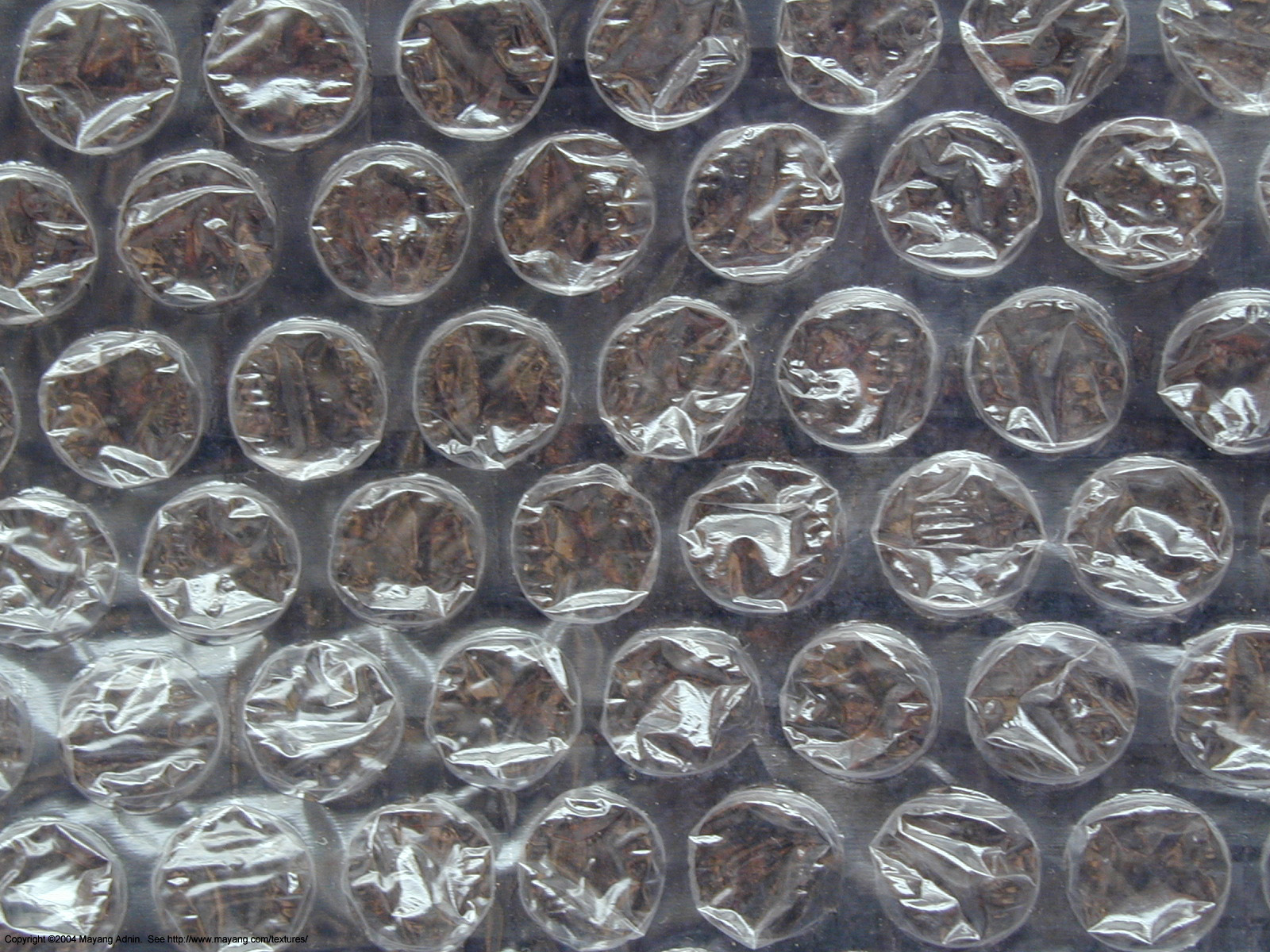
Bublinková fólie

Bublinková fólie je obalový materiál vyrobený z LDPE (nízkohustotního polyetylenu). Díky pravidelnému rozmístění bublinek zabraňuje poškození výrobků během přepravy nebo skladování. Lze ji využít také jako tepelnou nebo zvukovou izolaci. Spolu s pěnovým polyetylenem (mirelon) a polystyrenem je nejčastěji používaným obalovým materiálem při přepravě a skladování nejrůznějších předmětů. Bublinková fólie je flexibilní, ale zároveň pevný materiál, který se přizpůsobí prakticky každému tvaru.
Fólie je buď dvouvrstvá (bublinky uzavřené z jedné strany hladkou fólií) nebo třívrstvá (bublinky uzavřené ze dvou stran hladkou fólií). Výroba těchto fólií se neomezuje pouze na transparentní provedení fólie. Dalšími variantami jsou barevné bublinkové fólie nebo antistatická fólie. Nejpoužívanější je bublinková fólie s průměrem bublinky 10 mm a výškou 3 až 4 mm.

## Historie
Bublinkovou fólii vytvořili v roce 1957 americký inženýr Alfred Fielding a švédský vynálezce Marc Chavannes, původně jako 3D tapetu. První várka byla vyrobena ručně. Byl postaven i stroj, který bublinkovou fólii vyráběl. Projekt se nakonec neuskutečnil.
Po dvou letech však Fieldinga napadlo, že by se bublinková fólie dala využít jako obalový materiál změkčující nárazy. V lednu 1960 Chavannes a Fielding založili společnost s názvem Sealed Air, bublinková fólie byla patentována a v Americe se stala známá jako „bubble wrap“. Následně začala masová výroba, která rozšířila povědomí o tomto materiálu po celém světě.

## Použití
Polyetylenové bublinkové fólie se používají při manipulaci s elektronikou, sklem, kovem nebo při stěhování nábytku. Nemusí však sloužit pouze k ochraně malých předmětů, využít se dají třeba jako krycí plachty na automobil nebo zahradní nábytek.
Balené předměty většinou stačí zabalit jednou vrstvou fólie. Pytle vyráběné z bublinkové fólie mívají dvě nebo tři vrstvy.
Bublinková fólie nalézá využití i v bazénech. Pevnější forma fólie, tzv. solární bublinková fólie, slouží k ohřevu vody za pomoci Slunce. Po ohřátí vody slouží fólie jako izolace, která brání úniku tepla. Materiál lze využít i při stavbě skleníku.
Pro zasílání drobných předmětů se využívají bublinkové obálky. Ty jsou vyrobeny z papírové dopisní obálky s voděodolným nátěrem, která uvnitř obsahuje po obou stranách vrstvu bublinkové fólie.